# Estanislau August Poniatowski
Estanislau August Poniatowski o Estanislau II August (en polonès: Stanisław August Poniatowski, nascut Stanisław Antoni Poniatowski) (Voŭčyn (Belarús), 17 de gener de 1732 – Sant Petersburg (Rússia), 12 de febrer de 1798) fou el darrer rei de Polònia i gran duc de Lituània (Confederació de Polònia i Lituània), del 25 de novembre de 1764 al 7 de gener de 1795.
La Confederació de Bar s'aixecà contra la ingerència russa a Polònia l'any 1768 i al mateix temps contra el Rei Estanislau i els reformadors polonesos que volien limitar el poder de la noblesa.
És una figura històrica controvertida, ja que d'una banda és reconegut com el gran protector de les arts i de les ciències, que va endegar importants reformes de caràcter progressista, però de l'altra banda també se'l recorda com aquell que no va saber evitar la destrucció de l'anomenada "República de les Dues Nacions", que acabaria essent repartida entre Àustria, Prússia i Rússia.